# Streets of Rage 4
Streets of Rage 4, conhecido no Japão e na Ásia como Bare Knuckle IV (ベア・ナックルIV), é um jogo eletrônico do gênero beat 'em up desenvolvido pela Lizardcube e Guard Crush Games, como o quarto título da série Streets of Rage, e publicado pela DotEmu em associação com a Sega Games. É a sequência de Streets of Rage 3 (1994), do Mega Drive. Foi anunciado em agosto de 2018, e lançado em 30 de abril de 2020 para Microsoft Windows, Nintendo Switch, PlayStation 4 e Xbox One, com versões para Android e IOS lançadas em 24 de maio de 2022.

## Jogabilidade
Continuando com o estilo da jogabilidade de lançamentos anteriores, Streets of Rage 4 é um beat 'em-up de rolagem lateral no qual os jogadores lutam contra ondas de inimigos usando uma série de ataques e movimentos especiais. A novidade da fórmula de jogo é a capacidade de recuperar a saúde gasta usando um ataque especial, executando sucessivos ataques de acompanhamento. Os jogadores também são capazes de manipular os adversários uns contra os outros e paredes para combos estendidos. É possível coletar estrelas, permitindo que os jogadores realizem super movimentos poderosos. Os recursos desbloqueáveis incluem personagens de jogos anteriores, apresentados em estilo de 16 bits, e faixas de música retrô de Streets of Rage e Streets of Rage 2.

### Online e multijogador
O jogo também conta com multiplayer online para dois jogadores e multiplayer local para até quatro jogadores, pela primeira vez na série, além de um Modo de Batalha competitivo.

## Enredo
O jogo se passa 10 anos após os eventos de Streets of Rage 3, com os personagens recorrentes Axel Stone, Blaze Fielding e Adam Hunter, ao lado de dois novos personagens, a filha de Adam, Cherry, e um aprendiz musculoso, melhorado ciberneticamente, do Dr. Gilbert Zan, chamado Floyd Iraia.

## Estilo de arte

Screenshot do jogo, mostrando o estilo de arte e alguns personagens.

Diferente do jogos anteriores que apresentavam um estilo gráfico em pixel art, Streets of Rage 4 apresenta um estilo gráfico desenhado à mão.[carece de fontes?]

## Personagens
Dos personagens recorrentes da série, apenas Axel Stone, Blaze Fielding e Adam Hunter foram confirmados como personagens que retornam no novo título da série.
Foram apresentado novos personagens.
Cherry Hunter: Cherry é filha de Adam Hunter, um dos protagonistas de Streets of Rage, ela foi treinada pelo pai, é especialista em autodefesa e usa uma guitarra para ajudar nos seus ataques e combos.
Floyd Iraia: Floyd é um personagem grande e musculoso, que possui braços mecânicos (inspirado no Jax Briggs de Mortal Kombat) e é um aprendiz do Dr. Gilbert Zan.

## Desenvolvimento
Rumores de um quarto título da série Streets of Rage estar em desenvolvimento desde a década de 1990. Após o sucesso de Wonder Boy: The Dragon's Trap, um remake lançado em 2017 de Wonder Boy III: The Dragon's Trap de 1989, o publicadora DotEmu e a desenvolvedora Lizardcube se aproximaram da Sega para criar uma sequência da série Streets of Rage. A Sega concordou e a produção do jogo começou no início de 2018, com o jogo anunciado em 27 de agosto de 2018. O jogo está sendo co-desenvolvido pela Guard Crush Games, usando um motor modificado do seu jogo Streets of Fury. A trilha sonora será composta pelos compositores originais da série Yuzo Koshiro e Motohiro Kawashima, junto com Yoko Shimomura, Hideki Naganuma e Keiji Yamagishi.

## Recepção
Streets of Rage 4 recebeu críticas geralmente positivas, de acordo com o agregador de críticas Metacritic.
Leo Faierman do The Sydney Morning Herald disse que "os visuais, sons e mecânicas não são tão extensos em 2020 como os originais eram no início dos anos 90, mas o equilíbrio entre abraçar a nostalgia e reformular o brawler para a década atual é atingido maravilhosamente." Heidi Kemps, do GameSpot, disse que o jogo "parece ótimo, soa ótimo e reproduz muito bem" e que mesmo "se a experiência for relativamente curta, é o tipo de jogo que você e seus amigos podem facilmente aproveitar jogar e rejogar." Michael Huber do Easy Allies afirmou que Streets of Rage 4 revitalizou a série magistralmente, descrevendo o combate e a trilha sonora como pontos altos, mas criticou os componentes online no lançamento. Dale Driver, do IGN, disse que "ainda é uma atualização muito conservadora do formato de um quarto de século que parece um escravo do passado." Joe Juba, da Game Informer, concorda que "parece uma homenagem aos anos 90, mas também está preso naquela época". Ele recebeu um prêmio "Gold" da Famitsu.
O jogo alcançou o 14º lugar nas paradas de vendas do Reino Unido, Ele também alcançou o 20º lugar na parada de downloads dos EUA. Ele também alcançou 1,5 milhão de downloads.[carece de fontes?]